# Nina Werner
Nina Werner (* 25. September 1986 in Hanau) ist eine deutsche Comiczeichnerin und Illustratorin. Sie verwendet in ihrer Arbeit oft typische Stilelemente von Manga und Anime. Am bekanntesten wurde ihr Comic Jibun-Jishin von 2005, der mit dem Sondermann-Publikumspreis ausgezeichnet und in mehrere Sprachen übersetzt wurde.

## Werdegang und Werke
Schon als Kind hat Nina Werner gern gezeichnet. Als sie Sailor Moon kennenlernte, begann sie im Stil von Anime und Manga zu zeichnen, las weitere Mangas und hörte japanische Musik. Als Vorbilder für ihre Arbeit nannte Werner die japanischen Mangaka Narumi Kakinouchi und Yoshiyuki Sadamoto. Bei der Entwicklung einer Geschichten erarbeitet sie erst ein Konzept, danach Skizzen zur Besprechung mit dem Verlag und schließlich die Reinzeichnungen. Diese scannt sie ein oder zeichnet sie direkt mit einem Grafiktablett. Für kolorierte Bilder arbeitet sie mit Adobe Photoshop und Painter. In ihren Comics verwendet sie Stilelemente von Manga, in ihren Arbeiten als Illustratorin zeigt sie auch Stile abseits von Manga-Einflüssen.
Werner belegte 2003 mit ihrer ersten Kurzgeschichte Perfection beim Manga-Talente-Wettbewerb der Leipziger Buchmesse den zweiten Platz in der Kategorie „Geschichte ab 16 Jahre“. Ihr Beitrag erzählt von einem Mädchen, das auf einen vermeintlichen Engel trifft und sich einen Wunsch erfüllen lässt. Doch bei dem Wesen handelt es sich um einen Dämon, sodass der Wunsch ungeahnte Folgen hat. Nach ihrer Platzierung im Wettbewerb erhielt sie den Auftrag, das Logo der Manga-Talente 2004 zu zeichnen, und war außerdem Mitglied der Jury, die über die Preisträger des darauffolgenden Wettbewerbs urteilte. Außerdem wurde Carlsen Comics durch ihre Teilnahme bei den Manga-Talenten auf die damals Sechzehnjährige aufmerksam.
2005 veröffentlichte Werner ihre erste Serie, Jibun-Jishin (dt. „Ich selbst“), im deutschen Manga-Magazin Daisuki bei Carlsen. 2006 kam die Geschichte als Sammelband heraus, zunächst in Deutschland und danach auch in Frankreich, Griechenland, Italien und Spanien. Das Werk galt, mit etwa 10.000 verkauften Exemplaren in Deutschland, als Bestseller wurde auf der Frankfurter Buchmesse 2006 mit dem Sondermann-Publikumspreis in der Kategorie „Manga-Eigenpublikation (national)“ ausgezeichnet. Der Comic erzählt von der 16-jährigen Chiyo Kita, die nach langem Auslandsaufenthalt nach Japan zurückkehrt und ihre alten Freunde wiedertrifft. Sie gerät in Konflikte mit ihrer Rivalin Sawako Ihara und deren Anhängern, die die neu an die Schule gekommene Sorai Dayu mobben. Während Chiyo ihr hilft, erfahren die Mädchen, dass Sorai den Körper eines Jungen hat, und Chiyo will herausfinden, was dahinter steckt. Die Kapitel entstanden, während Werner noch auf die Schule ging, und da die schulischen Leistungen nicht beeinträchtigt werden sollten, wurde die Veröffentlichung neuer Kapitel gelegentlich verzögert. Da sie eine Gestaltungsschule besuchte, hatte man dort für Comiczeichnen als Nebentätigkeit aber Verständnis. Vom Verlag gab es während der Entstehung der Geschichte keine Einschränkungen, was sie wie erzählen konnte.
Parallel zu Jibun-Jishin zeichnete Werner Kurzgeschichten für diverse Schulbücher. Außerdem steuerte sie für ein kostenloses Comic-Magazin der Deutschen Bahn eine Kurzgeschichte namens Lucky Mishap bei, die über Begegnungen während einer Bahnreise erzählt. 2008 hat Werner die Titelillustration zur Neuauflage des Romans Die Schüler des Mangameisters von Allen Say beigesteuert. Bei Tokyopop erschien 2011 ein Beitrag von ihr in der Anthologie Grimms Manga Sonderband. In diesem erzählt sie eine eigene Version der Geschichte von Aschenputtel.

## Analyse
In ihrer Auseinandersetzung mit japanischen und deutschen Shōjo-Manga beschäftigt sich Kristin Eckstein auch mit Nina Werners Jibun-Jishin. So zeigt Eckstein auch an diesem Werk, wie deutsche Zeichnerinnen unterschiedliche Perspektiven wie Vogelperspektive, amerikanische Einstellung und Großaufnahme aus den japanischen Vorbildern übernehmen und mit der entsprechenden Wirkung auf den Leser einsetzen, sowie in Mangas typische Symbolbilder und Piktogramme wie Schweißtropfen übernehmen. Die durch Panelübergänge erzeugbare Dramaturgie (Induktion) oder Etablierung einer Identifikationsperspektive kann Werner bewusst einsetzen und setzt Cliffhanger an Kapitelenden. Bei der Platzierung von Text und der Nutzung von Sprechblasen wiederum seien die japanischen und westlichen Konventionen durcheinander geraten, sodass beim Lesen Irritationen entstehen können und nicht klar ist, ob ausgesprochene Worte oder Gedanken gezeigt werden oder wer spricht. In vielen der Panels finden sich, unabhängig vom Verlauf der Geschichte, detaillierte und realistische Hintergründe. Wie auch in japanischen Vorbildern werde in Jibun-Jishin Gesellschaftskritik geübt, indem Mobbing an der Schule aufgegriffen und bewertet wird, dies geschehe jedoch deutlich direkter und wenig subtil. Negative Aussagen zum Äußeren der Mitschülerinnen würden durch andere Figuren negiert und Werner selbst erläutert ihre Intention, nachdem sie zeigt, dass das Mobbing von Sorai sogar zu psychischen Problemen führen kann. Ebenfalls Shōjo-typisch seien auch die Antagonistinnen attraktiv gestaltet und nicht durch Äußerlichkeiten als Gegenspieler erkennbar. Ihr Wesen werde durch Mimik und ihr Handeln offenbart. Die Geschichte gehört – auch weil der Schauplatz der Handlung in Japan ist – zu den wenigen Werken deutscher Zeichnerinnen, die japanische Namenssuffixe aus Mangas übernehmen.